# Gordan Kožulj

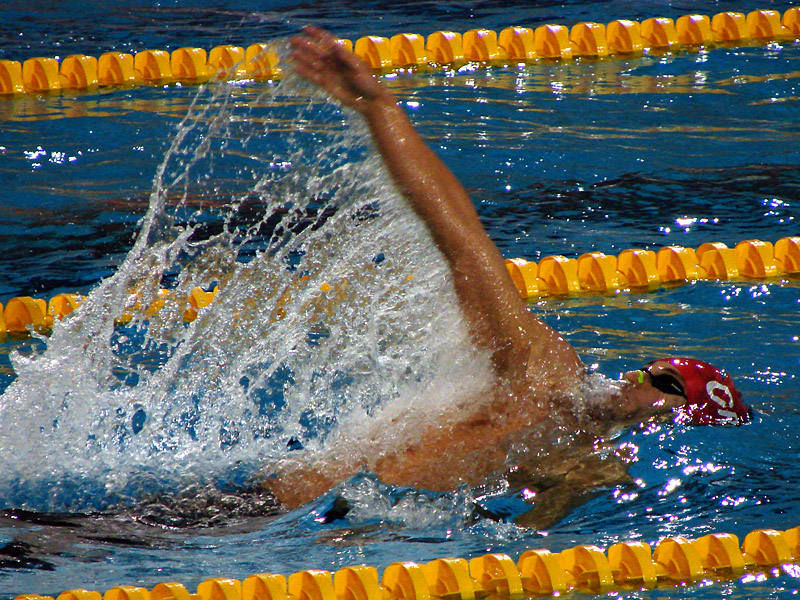
Gordan Kožulj 2008 bei den Europameisterschaften in Eindhoven

Gordan Kožulj (* 28. November 1976 in Zagreb) ist ein ehemaliger kroatischer Schwimmer. Er gewann bei Weltmeisterschaften eine Silbermedaille auf der 50-Meter-Bahn und eine Goldmedaille auf der 25-Meter-Bahn. Bei Europameisterschaften auf der 50-Meter-Bahn erschwamm er zwei Gold- und drei Silbermedaillen. Hinzu kamen auf der 25-Meter-Bahn eine Goldmedaille sowie je zwei Silber- und Bronzemedaillen.

## Karriere
1994 fanden die Weltmeisterschaften in Rom statt. Kožulj schied über 100 Meter und 200 Meter Rücken in den Vorläufen aus und belegte mit der kroatischen 4-mal-100-Meter-Lagenstaffel den zwölften Platz. 1996 bei den Olympischen Spielen in Atlanta erreichte die 4-mal-200-Meter-Freistilstaffel mit Marijan Kanjer, Gordan Kožulj, Marko Strahija und Miroslav Vučetić den 13. Platz. 1997 bei den Mittelmeerspielen in Bari belegte Gordan Kožulj über 100 Meter Rücken den zweiten Platz hinter dem Italiener Emanuele Merisi, über 200 Meter Rücken wurde er ebenso Vierter wie mit der Lagenstaffel.
1999 belegte Kožulj bei den Kurzbahnweltmeisterschaften in Hongkong den achten Platz über 200 Meter Lagen. Drei Monate später bei den Europameisterschaften in Istanbul gewann Gordan Kožulj zwei Silbermedaillen hinter deutschen Schwimmern. Über 100 Meter Rücken siegte Stev Theloke mit 0,68 Sekunden Vorsprung auf den Kroaten, der drei Hundertstelsekunden vor dem Israeli Eithan Urbach anschlug. Auf der langen Rückenstrecke gewann Ralf Braun mit 0,33 Sekunden vor Kožulj, der 0,43 Sekunden vor Emanuele Merisi lag. Im März 2000 fanden in Athen die Kurzbahnweltmeisterschaften statt. Kožulj siegte über 200 Meter Rücken und belegte sowohl über 100 Meter Rücken als auch mit der Lagenstaffel den sechsten Platz. Elf Monate nach den Europameisterschaften in Istanbul fanden in Helsinki die Europameisterschaften 2000 statt. Kožulj wurde Fünfter über 100 Meter Rücken und gewann 1,4 Sekunden vor Emanuele Merisi Gold über 200 Meter Rücken. Bei den olympischen Schwimmwettbewerben in Sydney belegte Kožulj den 14. Platz über 100 Meter Rücken. Über 200 Meter Rücken erreichte er das Finale und schwamm auf den achten Platz. Die kroatische Lagenstaffel mit • Gordan Kožulj, Vanja Rogulj, Miloš Milošević und Duje Draganja belegte den 14. Platz. Ende 2000 gewann Gordan Kožulj bei den Kurzbahneuropameisterschaften in Valencia sowohl über 100 Meter als auch über 200 Meter Rücken die Silbermedaille hinter dem Isländer Örn Arnarson.
2001 bei den Weltmeisterschaften in Fukuoka wurde Kožulj Siebter über 100 Meter Rücken und Fünfter über 200 Meter Rücken. Mit der Lagenstaffel belegte er den zehnten Platz. Bei den Kurzbahneuropameisterschaften 2001 in Antwerpen siegte der Kroate über 200 Meter Rücken und wurde Vierter über 100 Meter Rücken. 2002 belegte Gordan Kožulj bei den Europameisterschaften in Berlin den achten Platz über 100 Meter Rücken. Über 200 Meter Rücken siegte er mit 0,13 Sekunden Vorsprung vor dem Österreicher Markus Rogan. Bei den Kurzbahneuropameisterschaften 2002 in Riesa gewann über 200 Meter Rücken Örn Arnason vor dem Briten Stephen Parry, Kožulj erhielt die Bronzemedaille. 2003 bei den Weltmeisterschaften in Barcelona trat Kožulj in drei Rückendisziplinen und mit der Lagenstaffel an, erreichte aber nur über 200 Meter Rücken das Finale. Mit anderthalb Seklunden Rückstand auf Aaron Peirsol aus den Vereinigten Staaten gewann Kozulj die Silbermedaille mit 0,43 Sekunden Vorsprung auf den Drittplatzierten Franzosen Simon Dufour. Im Mai 2004 bei den Europameisterschaften in Madrid belegte Kožulj den achten Platz über 50 Meter Rücken, den fünften Platz über 100 Meter Rücken und den zwölften Platz über 200 Meter Rücken. Bei den Olympischen Spielen 2004 in Athen verpasste Kožulj als Neunter über 200 Meter Rücken nur knapp den Finaleinzug. Über 100 Meter Rücken wurde er 14. Bei den Kurzbahneuropameisterschaften 2004 in Wien schwamm Kožulj auf den vierten Platz über 200 Meter Rücken.
2005 bei den Mittelmeerspielen in Almería wurde Kožulj Vierter über 50 Meter Rücken. Als Zweiter über 200 Meter Rücken hatte er im Ziel 0,4 Sekunden Rückstand auf den Slowenen Blaž Medvešek. Bei den Weltmeisterschaften 2005 in Montreal erreichte Kožulj den sechsten Platz über 200 Meter Rücken. Als 17. über 50 Meter und als 11. über 100 Meter Rücken schied er jeweils vor dem Finale aus. Ende 2005 erhielt er über 200 Meter Rücken die Bronzemedaille bei den Kurzbahneuropameisterschaften in Triest. Im Sommer 2006 bei den Europameisterschaften in Budapest belegte Kožulj den 17. Platz über 50 Meter Rücken und den 16. Platz über 100 Meter Rücken. Über 200 Meter Rücken erreichte er den siebten Platz. Die kroatische Lagenstaffel belegte den zehnten Platz. 2008 bei den Europameisterschaften in Eindhoven wurde er Sechster über 100 Meter Rücken und Fünfter über 200 Meter Rücken. Die kroatische Lagenstaffel mit Gordan Kožulj, Vanja Rogulj, Mario Todorović und Duje Draganja gewann die Silbermedaille hinter den Russen und vor den Schweden. Zum Abschluss seiner Karriere nahm Gordan Kožulj 2008 in Peking zum vierten Mal an Olympischen Spielen teil. Über 100 Meter Rücken schied er als 24. der Vorläufe aus. Über 200 Meter Rücken erreichte er das B-Finale und wurde 14. Die kroatische Lagenstaffel mit Gordan Kožulj, Vanja Rogulj, Mario Todorović und Duje Draganja schwamm als sechstbeste Staffel aus Europa die zwölftbeste Vorlaufzeit.
Gordan Kožulj startete für Mladost Zagreb und während seines Studiums in den Vereinigten Staaten für die California Golden Bears, das Team der University of California, Berkeley.